# チャールズ・タウンズ
チャールズ・ハード・タウンズ（Charles Hard Townes, 1915年7月28日 - 2015年1月27日）は、アメリカ合衆国の物理学者である。誘導放出による電磁波の増幅（メーザー、レーザー）の基本原理を発明した。メーザー、レーザーの発見及び量子エレクトロニクスの基礎的研究によりニコライ・バソフ、アレクサンドル・プロホロフと共に1964年のノーベル物理学賞を受賞した。

## 経歴
サウスカロライナ州のグリーンビルに生まれる。父は弁護士だった。グリーンビルのファーマン大学に進学し、物理学と現代語の学士号を取得し、1935年に19歳で首席で卒業。大学2年生のときに初めて物理学を学び、その「美しく論理的な構造」に魅了されるようになった。また博物学にも興味を持ち、ファーマン大学時代には博物館のキュレーターを務め、夏には同大学生物学部門のために生物採集を行った。他にも、水泳部、大学新聞、フットボール部など様々な活動に参加していた。
1936年にデューク大学で物理学の修士号を取得後、1939年にカリフォルニア工科大学大学院で物理学のPh.D.を得た。学位論文のテーマは同位体分離とスピン角運動量だった。
ベル研究所のスタッフとなり、1947年までベル研究所で働いた。第二次世界大戦中はレーダー爆撃システムの設計に従事し、関連技術の特許をいくつか取得した。そこから、軍事レーダー技術のマイクロ波技術を分光法に適用し、原子や分子の構造を解析する新たな手段や電磁波を制御する新たな基盤にできるのではないかと考えた。
1948年コロンビア大学に移り、マイクロ波物理学、特にマイクロ波と分子の相互作用を研究し、分子・原子・原子核の構造解析にマイクロ波スペクトルを利用した。1951年、メーザーのアイデアを思いつき、数カ月後からアンモニアガスを媒体とする装置の開発を開始した。1954年初め、誘導放出による電磁波の発生と増幅が初めて得られた。タウンズらはこれを「メーザー (mesar)」と名付けたが、それは "microwave amplification by stimulated emission of radiation"（放射の誘導放出によるマイクロ波増幅）の頭字語である。1958年、義弟のアーサー・ショーローと共にメーザーを可視光や赤外線の範囲でも実現できることを理論的に示し、具体的にどのようなシステムで実現できるかを提案した。これが「レーザー」すなわち "light amplification by stimulated emission of radiation"（放射の誘導放出による光増幅）に関する最初の論文である。他にも非線形光学、電波天文学、赤外線天文学の分野の研究も行った。星間物質として初めて複雑な分子（アンモニア分子、水分子）を検出し、銀河系中心部のブラックホールの質量を初めて測定した。
コロンビア大学では物理学の当初準教授だったが、1950年に教授になっている。1950年から1952年までコロンビア放射線研究所の所長を務め、1952年から1955年までは物理学部門の主任教授を務めた。
1959年から1961年までコロンビア大学を離れ、11の大学が共同運営しアメリカ政府に助言しているワシントンD.C.の非営利組織防衛分析研究所の副所長を務めた。

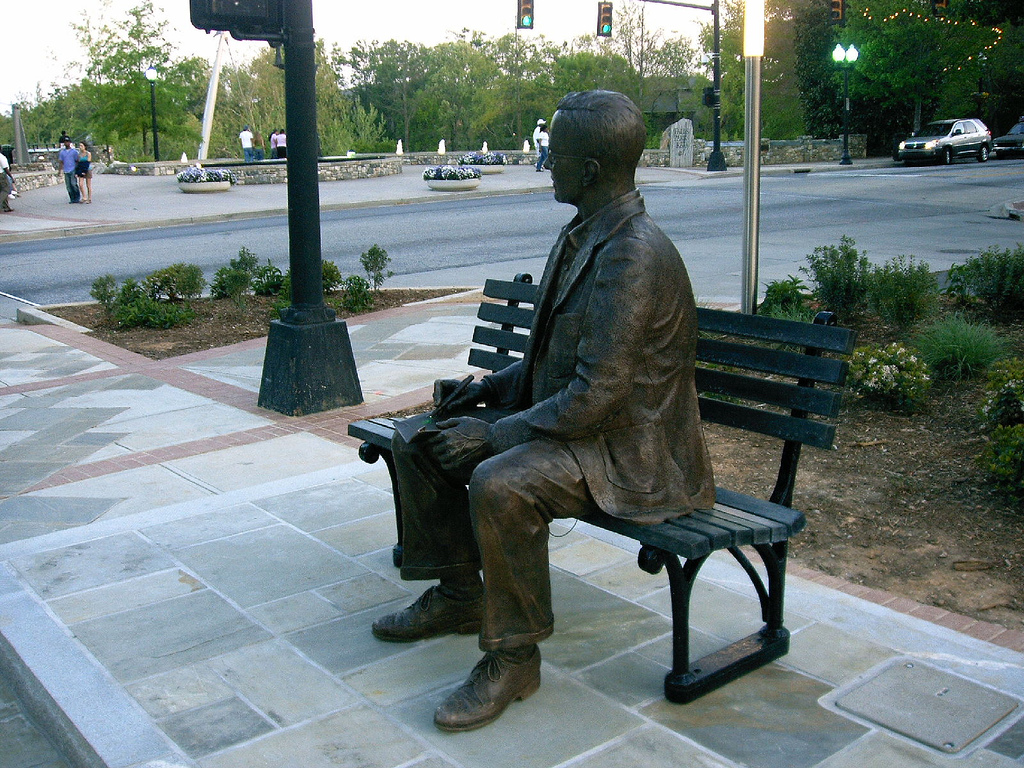
グリーンビルにあるタウンズの彫像

1961年、マサチューセッツ工科大学の学長兼物理学教授に就任。学長として同大学の教育および研究プログラム全般の監督責任を担うことになった。1966年には同大学の研究所教授となり、同年末までに学長の職を退いて研究に専念するようになった。このころの研究分野は量子エレクトロニクスと天文学である。1967年にはカリフォルニア大学教授（ユニバーシティ・プロフェッサー）に就任。同大学の各キャンパスの教育、研究全般に関与するようになったが、本人はバークレー校に在籍している。
1955年から1956年まで、グッゲンハイム・フェロー (en) とフルブライト講演者としてパリ大学と東京大学で過ごしている。Sigma Xi のために各地で講演もしており、ミシガン大学などの夏季コースで教えたりしている。1963年秋にはトロント大学で講義を行い、2002年から2003年にもドイツやインドで講義を行った。
ノーベル賞だけでなく、宗教についての賞であるテンプルトン賞も受賞しており、他にも多数の賞を受賞。各地の大学から27もの名誉博士号を授与されている。
タウンズは政府機関のさまざまな科学委員会の委員も務め、学会でも活躍している。例えば、アメリカ大統領の科学諮問委員会の委員兼副委員長、有人月着陸計画の諮問委員会の委員長、国防省のピースキーパーミサイルに関する委員会の委員長などを務めた。ゼネラルモーターズやパーキンエルマーの取締役も務めている。
近年は、バークレーに住んでいた。1941年結婚し、4人の娘をもうけた。2015年1月27日に99歳で死去。

## 研究

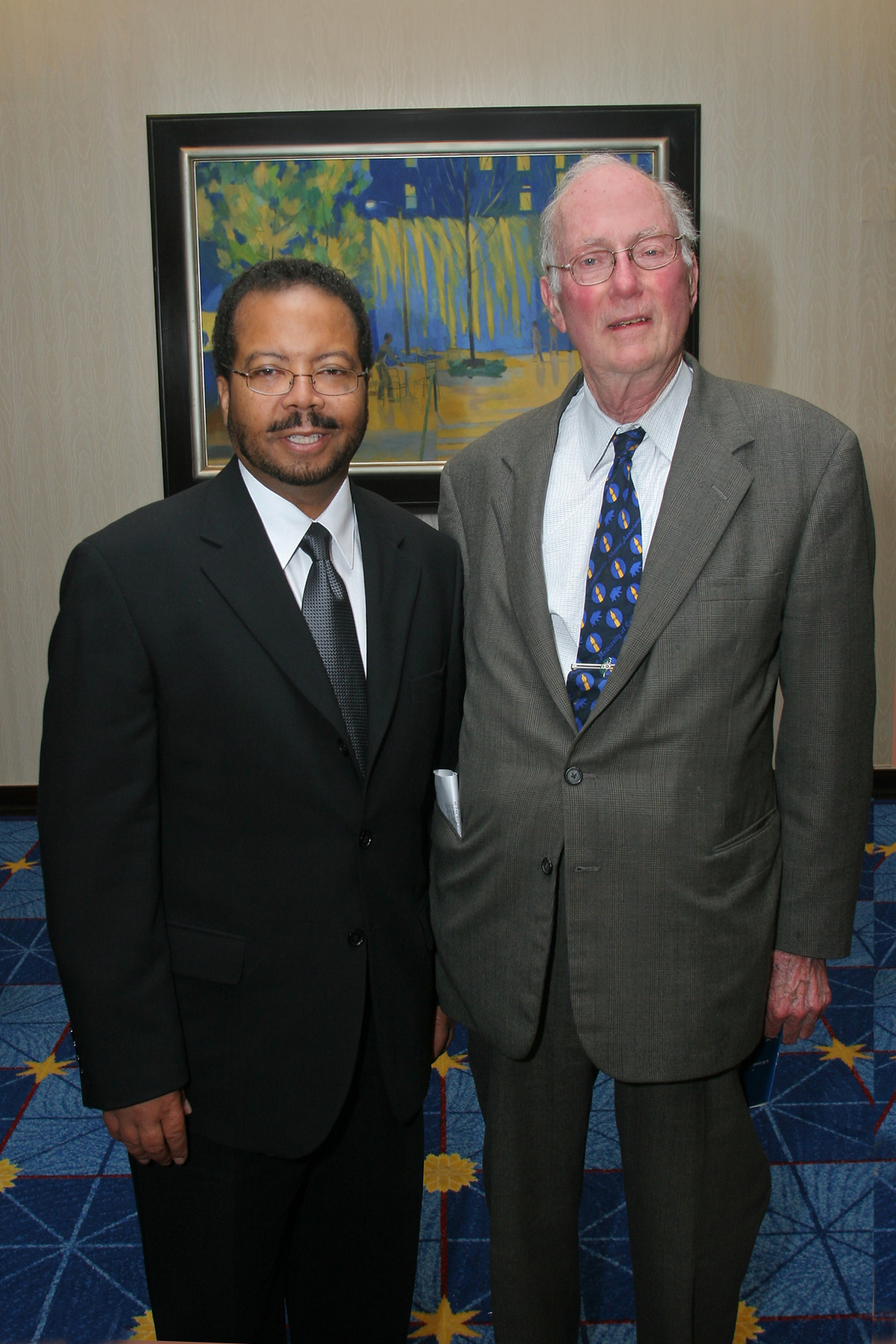
NIBIBのロデリック・ペティグリュー博士（左）とチャールズ・タウンズ

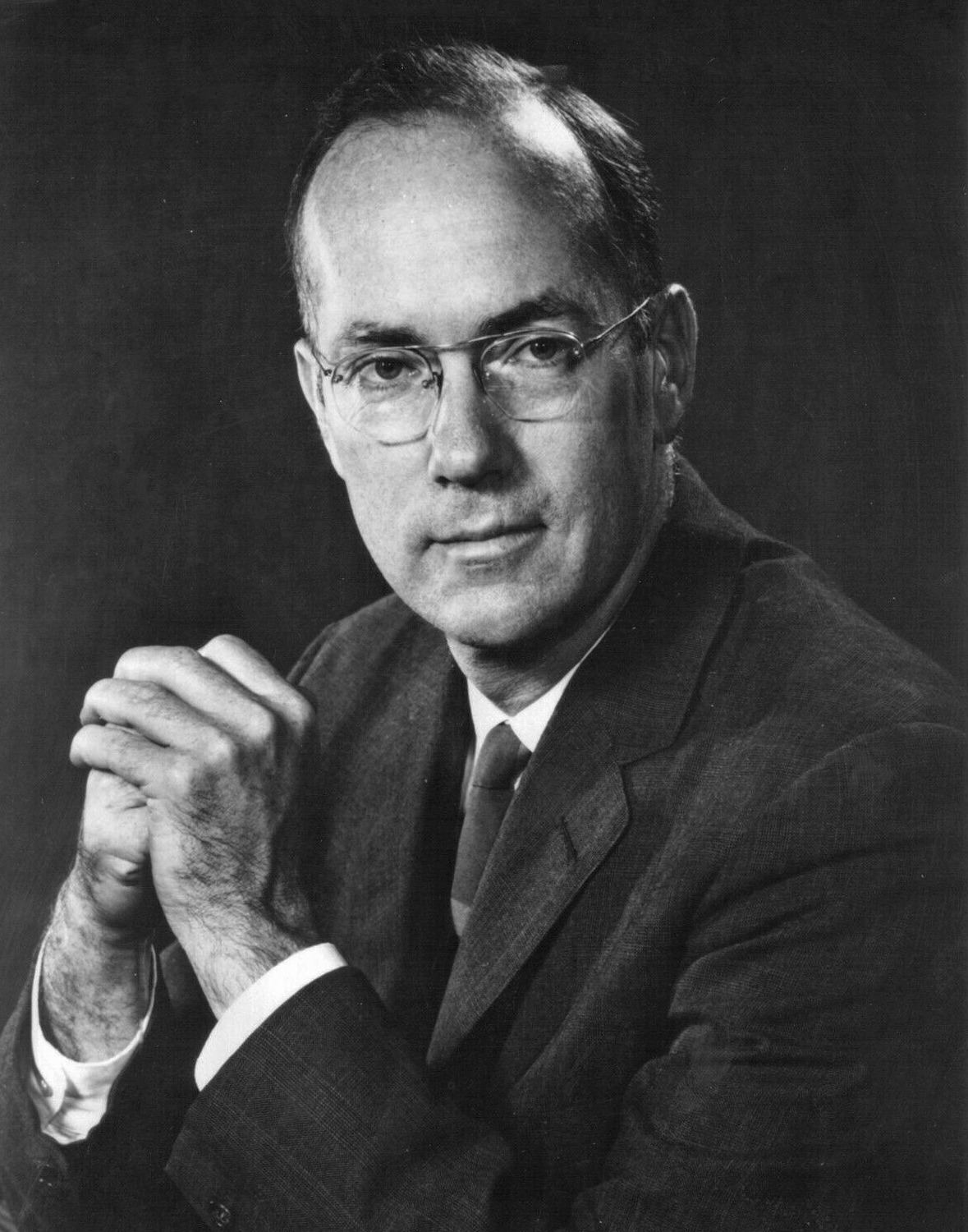
1983年のチャールズ・タウンズ

ベル研究所時代には、第二次世界大戦時の航空機用の新レーダーシステムの開発への参加を要請された。タウンズは軍に直接入隊したことはないが、研究所内で国のために働いた。タウンズらはより正確なレーダーシステムの開発に成功したが、それを軍が大量生産したことはない。彼らの新システムは初期のB-52に実験的に搭載されたことがある。戦後もタウンズはベル研究所で研究を続け、さまざまな波長で動作する実験的新レーダーを開発した。
1948年、ベル研究所からコロンビア大学物理学科に移り、応用物理学の世界から実験物理学の世界に戻った。コロンビア大学での研究にも海軍が資金を提供しており、さらに小型のレーダーを開発してもらおうとしていた。ベル研究所では1.25センチメートルの波長のレーダーを開発した。コロンビア大学に移って以降、軍は数ミリメートル波長のレーダーの開発を望んでいた。波長が短くなるにつれ、タウンズらはマイクロ波の研究に集中するようになっていった。1951年、タウンズはメーザーのアイデアを考案。3年の月日をかけてメーザーを実際に完成させた。
レーザーは1960年にセオドア・メイマンによって実現した。1954年にソビエト連邦のニコライ・バソフと、アレクサンドル・プロホロフも独立して誘導放出の増幅に関する研究を発表し、1964年タウンズ、バソフ、プロコロフの3人がノーベル物理学賞を受賞した。
1961年にシュワルツと共著でネイチャー誌に、地球外知的生命からのレーザー光線検出についての理論的考察を発表した。これは光学SETIに関する世界初の論文である。
タウンズはウィルソン山天文台の赤外線空間干渉計の開発を指揮し、中間赤外域を観測する世界初の天文用干渉計となった。カリフォルニア大学バークレー校でも天体物理学や天文学の研究を続けている。アーサー・ショーローとの共著 Microwave Spectroscopy が1955年に出版されている。
1966年から1970年まで、NASAアポロ計画の科学諮問委員会の委員長を務めた。

## 科学と宗教
キリスト連合教会の一員として、タウンズは「科学と宗教は多くの人々が考えるより極めて類似していて、長い目で見れば両者は統一されるはずだ」と述べている。2005年にはテンプルトン賞を受賞した。

## 日本との関わり
1953年には、国際理論物理学会 東京＆京都 で来日した。
1956年の約1年間、米国science councilのメンバーとして家族で日本に駐在している。この時住んでいたのが後に芥川賞を受賞した柏原兵三邸であった。
1989年に富士通から発売された世界初のCD-ROMを標準搭載したパーソナルコンピュータ「FM TOWNS」のネーミングは彼の名前に由来する。

## 受賞歴
- 1958年 - コムストック物理学賞（米国科学アカデミー）
- 1959年 - モーリス・N・リーブマン記念賞
- 1959年 - スチュアート・バレンタイン・メダル（フランクリン協会（英語版））
- 1959年 - リヒトマイヤー記念賞
- 1961年 - IEEEデイヴィッド・サーノフ賞
- 1961年 - ランフォード賞（アメリカ芸術科学アカデミー）
- 1962年 - ジョン・カーティー賞（米国科学アカデミー）
- 1962年 - スチュアート・バレンタイン・メダル（2回目）
- 1963年 - Young Medal and Prize（イギリス物理学会の光学に関する賞）
- 1964年 - ノーベル物理学賞（ニコライ・バソフ、アレクサンドル・プロホロフと共同）
- 1967年 - IEEE栄誉賞
- 1970年 - ヴィルヘルム・エクスナー・メダル
- 1972年 - レムセン賞
- 1979年 - Niels Bohr international medal （原子力の平和利用への貢献に対して）
- 1982年 - アメリカ国家科学賞
- 1996年 - フレデリック・アイヴズメダル（アメリカ光学会）
- 1998年 - ヘンリー・ノリス・ラッセル講師職（アメリカ天文学会）
- 2000年 - ロモノーソフ金メダル（ロシア科学アカデミー）
- 2002年 - カール・シュヴァルツシルト・メダル
- 2005年 - テンプルトン賞
- 2006年 - ヴァネヴァー・ブッシュ賞（ラジ・レディと共同）
- 2010年 - 国際光工学会ゴールドメダル

## 科学アカデミー会員
- 1956年 - 米国科学アカデミー正会員
- 1980年 - サウスカロライナ州の科学技術の殿堂入り
- 1994年 - ロシア科学アカデミー外国人会員